# Louis Aleman
Louis Aleman, född omkring 1380, död 16 september 1450 i Salon-de-Provence, var en fransk präst.
Aleman var kardinal och ärkebiskop i Arles från 1423. På kyrkomötet i Basel var Aleman ledare för det parti, som hävdade konsiliets överhöghet över påven. Aleman, som förde ett asketiskt liv, beatificerades 1527 av Klemens VII.